# 叶舒崇
葉舒崇（1640年—1678年），字寶掌，一字元禮，號宗山，又號謝齋，直隸蘇州府吳江縣人，清朝政治人物、作家。

## 生平
生於崇禎十三年（1640年）七月二十日。因葉家接連喪子嗣，祖父葉紹袁為其長孫葉舒崇取字寶掌，因“昔魏晉間有寶掌和尚住世一千七十二年，取其壽也。”
葉舒崇長相秀麗豐儀，“望之若神仙”。康熙十五年（1676年）丙辰科二甲第五十名進士，是納蘭性德的同年。授內閣中書，詩文皆有名，康熙十七年（1678年）大學士杜立德、李霨、馮溥薦選博學鴻詞科，至京城，考前病卒。

## 著作
著有《宗山集》、《謝齋詞》。

## 家族
葉舒崇為葉紹袁長孫，出嗣二伯父葉世偁。生父葉世侗為葉紹袁第四子，母周盈盈（字𩇕彮）。夫人嚴氏。有一子葉朝楷；一女嫁上杭縣知縣蔣廷銓（字越音，號晉山，1639-1704）子蔣濙（字觀存，號瞿圃，1668-1741）。